# Vern Cotter
Anthony Vernon Cotter, detto Vern (Tauranga, 27 gennaio 1962), è un ex rugbista a 15 e allenatore di rugby a 15 neozelandese, da giocatore terza linea centro in patria nella provincia di Counties Manukau e successivamente in Francia in diverse squadre tra cui Lourdes; divenuto allenatore, ha vinto il campionato francese nel 2010 con Clermont, è stato allenatore della Scozia dal 2014 al 2017 e delle Figi dal 2019 al 2023. Dal 2024 ricopre l'incarico di capo-allenatore della franchigia neozelandese di Super Rugby Pacific dei Blues.

## Biografia
Proveniente da una famiglia di agricoltori di Te Puke, insediamento vicino Tauranga in Bay of Plenty, dopo un decennio speso in patria nella provincia di Counties Manukau nel ruolo di terza linea centro, Cotter fu in Francia negli anni novanta, militante in varie squadre la più nota delle quali è il Lourdes, in passato più volte campione nazionale.
Tornato in Nuova Zelanda nel 1999 dopo la fine della carriera agonistica, prese in mano la conduzione della provincia di Bay of Plenty, che alla sua prima stagione guidò alla promozione in prima divisione del National Provincial Championship nonché alla conquista della prima Ranfurly Shield della sua storia nel 2004.
Nel 2004 fu aggregato allo staff tecnico della franchise di Super Rugby dei Crusaders come allenatore degli avanti, e nel triennio fino al 2006 la squadra giunse tre volte in finale, vincendo quelle del 2005 e del 2006.
Dopo la conquista del secondo titolo di Super Rugby tornò in Francia per assumere la guida tecnica del Clermont, con cui al primo anno si aggiudicò la Challenge Cup; in quella stessa stagione guidò la squadra alla prima di quattro consecutive finali di campionato: in tale occasione fu sconfitto dallo Stade français, l'anno successivo dal Tolosa e nel 2009 dal Perpignano, che fu l'avversario che ritrovò nel 2010 in occasione della prima conquista in 74 anni di storia del club del titolo di campione di Francia.
L'ultimo acuto di Cotter al Clermont fu la finale di Heineken Cup 2012-13 persa contro il Tolone di Jonny Wilkinson.
Alla fine di tale stagione, infatti, Cotter fu messo sotto contratto biennale dalla Federazione scozzese come C.T. della Nazionale a partire dalla stagione 2014-15, stante l'impegno con il Clermont valido fino a tutto il 2013-14.
Preso l'incarico con la Nazionale scozzese, ha terminato il Sei Nazioni 2015 all'ultimo posto; ciononostante, alla vigilia della Coppa del Mondo di rugby 2015, ha prolungato l'impegno di un'ulteriore stagione fino al 2017.

## Palmarès

### Allenatore
- Super Rugby: 1
Blues: 2024
- Campionati francesi: 1
Clermont: 2009-10
- Challenge Cup: 1
Clermont: 2006-07